# Günter Bommert

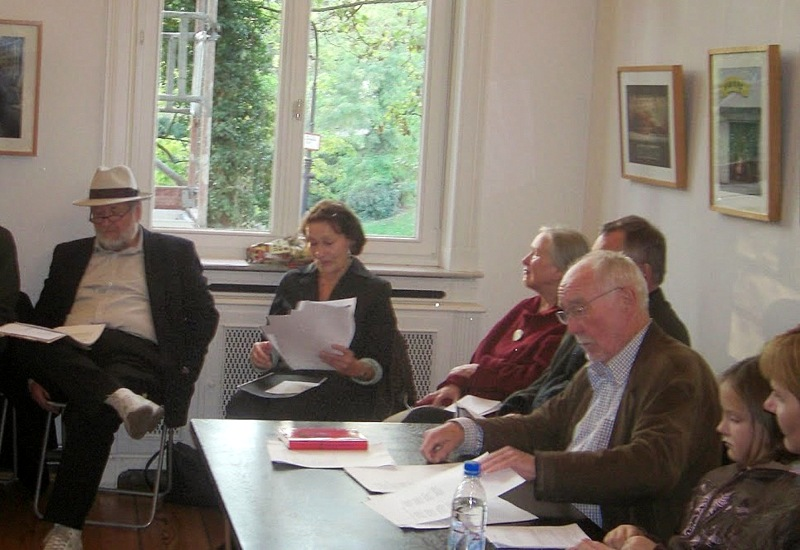
Günter Bommert bei einer Lesung, „Literarisches Quartier“, Bremen 2007

Günter Bommert (* 13. Juli 1925 in Bochum; † 29. November 2014 in Bremen) war ein deutscher Hörspielregisseur und Schauspieler.

## Leben und Wirken
Günter Bommert begann als Schauspieler und Regisseur, ging dann zum Rundfunk und war von 1954 bis 1990 Lektor, Spielleiter, Dramaturg, Regisseur und zuletzt Leiter der Hörspielabteilung von Radio Bremen. Als Autor trat er vor allem durch Hörspiele, Limericks und andere Nonsens-Gedichte hervor. Nach seiner Versetzung in den Ruhestand hat er als Schauspieler in Spielfilmen und bei szenischen Lesungen der Gruppe Literarisches Quartier (LitQ) in Bremen mitgewirkt.

## Hörspiele
Autor
- 1963: Gardez. Eine Schelmengeschichte in dialogischer Manier.Radio Bremen.[3]
- 1996: Einstimmen oder Giovannis Lust. Südwestfunk/Norddeutscher Rundfunk.[4]

Regie
Günter Bommert hat bei über 200 Hörspielen Regie geführt, unter anderem:
- 1959: Die Farm der Tiere von George Orwell.
- 1961: Der Hund von Marie-Luise Kaschnitz.
- 1964: Trommeln in der Nacht von Bertolt Brecht.
- 1964: Feier für zwei Spiegel von Ken Kaska.
- 1964: Sarah und die Pferde von Karl Alfred Wolken.
- 1971: Zweiäugiges Wortspiel von Bohumila Grögerová.
- 1976: Berlin. Letzte Ausgabe von Ernst Toller.
- 1983: Büchners Lenz von Jürg Amann.
- 1997: Matjessaison von Monika Lätzsch, MDR.
- 1998: Eine langweilige Geschichte nach Anton Tschechow, Bearbeitung: Christian Schuller, MDR.

## Sonstige Funkarbeit
- Lob des Schachspiels. Essay. Das Sportkaleidoskop. 1964.
- Lösung und Besuch bei der Mutter. Autobiographische Texte. Studio für neue Literatur. 1981.
- Günter Bommert im Gespräch, Interviewerin: Ulla Hahn. Studio für neue Literatur. 1981.

## Filmografie
Regie
- Ein Phönix zuviel, 1963 (Radio Bremen)

Darsteller
- Das Winterhaus, 1988, Regie: Hilde Lermann
- Der letzte Sommer, 1991, Regie: Hilde Lermann
- Ein einzelner Mord, 1999, Regie: Karl Fruchtmann

## Leseaufführungen
Regie
- Mein Gedicht, 2002.
- Selbstgeschriebenes (von den Teilnehmern), 2005.
- Musik in der Dichtung (E.T.A. Hoffmann, Gottfried Benn, Thomas Mann u. a.), 2006.
- Günter Eich, 2007.
- Barocklyrik, 2008.
- Monologe (William Shakespeare, Johann Wolfgang Goethe, Johann Nestroy, Thomas Bernhard u. a.), 2008.
- Heinrich von Kleist, 2011.

Lesungen
- Geräusche der Nacht. 2008.
- Der Rest ist Schweigen. 2008.
- Ludwig Tieck: Der gestiefelte Kater. 2010.
- Kleine Liebesaffairen. 2011.
- Wislawa Szymborska (1923–2012) zum Gedächtnis. 2012.
- Ingeborg Bachmann: Böhmen liegt am Meer. 2012.
- Von Schnee und Eis in europäischer Literatur und Kunst. 2012.